# 4x4 (album de Carla Bley)
Albums de Carla Bley
Are We There Yet?
(1998) Looking for America
(1999)
4x4 est un album de la pianiste et compositrice de jazz américaine Carla Bley sorti en 2000 chez Watt/ECM.

## À propos de l'album
4x4 est à la fois le nom de l'album et celui de l'octet qui entoure Carla Bley. Cette version allégée de son big band est constituée de quatre vents et quatre membres de la section rythmique (piano, orgue, basse, batterie). L'album a été enregistré à Oslo lors d'une tournée en Europe, et le répertoire est représentatif de l'humour de Bley.
Blues in 12 Bars/Blues in 12 Other Bars est un blues funky et modulant, avec des touches de gospel. Le morceau a été composé sur un synthétiseur Kurzweil défectueux, qui ne permettait ni d'avoir du sustain ni de contrôler le volume des notes.
Sidewinders in Paradise mélange le kitsch de Stranger in Paradise et le rythme carribéen de The Sidewinder de Lee Morgan,. Alors qu'elle tourne aux Caraïbes, Bley transcrit le chant d'un moqueur corossol, qu'elle enregistre par hasard juxtaposé au morceau de Morgan : les deux marchent bien ensemble, et Bley décide de les mêler. Comme la première phrase de Stranger in Paradise colle bien sur les accords, cette mélodie se retrouve dans le morceau.
Les Trois Lagons (d'après Henri Matisse): Plate XVII/Plate XVIII/Plate XIX, commandé par le festival de jazz de Grenoble, s'inspire de trois papiers découpés de la série Jazz de Matisse. La première version a été jouée par le trio Bley/Swallow/Sheppard en 1996, puis a été arrangée pour le groupe de Fancy Chamber Music. Cette suite se compose de trois mouvements, et débute par des solos dans le style bebop. Elle évolue en ballade, et se termine par du stride sur la gamme par tons, évoquant à la fois Thelonious Monk et Louis Armstrong. Une des sections est basées sur les accords de Jeepers Creepers.
Baseball, écrit avec des rythmes latins, fait entendre, comme une blague, les motifs d'orgue que l'on entend dans les stades. Carla Bley n'a assisté qu'à un seul match de baseball avant d'écrire ce morceau.
Bley a enregistré plusieurs fois Útviklingssang (chanson en développement en norvégien), notamment sur Social Studies (1981) et Duets (1988). Il s'agit ici d'un des arrangements les plus réussis de ce morceau.

## Réception critique
All About Jazz salue l'album, expliquant que « Bley a rendu sa musique accessible sans perdre de sa singularité. […] Son groupe surprend sans cesse et comble l'auditeur ». Sur le même site, C. Andrew Hovan écrit que cet album est « sans doute son plus réussi et charmant des dernières années », et qu'il « ne serait pas surpris si cet album figure parmi les meilleurs de l'année 2000 ».
Pour Tyran Grillo, « la majeure partie de la production de Bley mérite d'être écoutée, au point que le qualificatif d'« essentiel » perd son sens à chaque nouvel album ». Pour David R. Adler (AllMusic), « bien que l'écoute de l'octet soit toujours un plaisir, les meilleurs moments sont les duos entre Bley et Swallow. Les deux jouent ensemble depuis de nombreuses années, et le reste du groupe donne l'impression de graviter autour d'eux ».

## Liste des pistes
Toute la musique est composée par Carla Bley.
| No | Titre                                                                      | Durée |
| -- | -------------------------------------------------------------------------- | ----- |
| 1. | Blues in 12 Bars/Blues in 12 Other Bars                                    | 14:32 |
| 2. | Sidewinders in Paradise                                                    | 8:36  |
| 3. | Les Trois Lagons (d'après Henri Matisse): Plate XVII/Plate XVIII/Plate XIX | 15:37 |
| 4. | Baseball                                                                   | 7:48  |
| 5. | Útviklingssang                                                             | 9:18  |

## Personnel
- Carla Bley : piano
- Lew Soloff (en) : trompette
- Wolfgang Puschnig : saxophone alto
- Andy Sheppard : saxophone ténor
- Gary Valente : trombone
- Larry Goldings : orgue
- Steve Swallow : guitare basse
- Victor Lewis (en) : batterie